# Ballymurphy
Ballymurphy är en gata i västra Belfast, känd för den rad incidenter som inträffade under The Troubles i Nordirland.
Gatan med sina väggmålningar är ett välbesökt turistmål. Området var tydligt republikanskt.Ballymurphymassakern skedde här 1971.

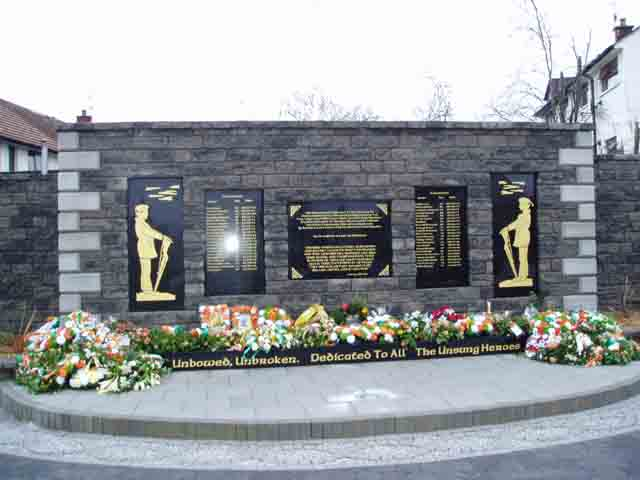
Minnesplats för döda i konflikten från Ballymurphy-området